# 灧澦堆
灧澦堆，又名淫预、犹豫、燕窝石、英武石，是长江瞿塘峡口的险滩，在今重慶市奉节县东。因阻塞航运，于1959年12月炸除。1959年11月，測得灧澦堆長40米，高出水面26米。
自古以来多有诗人提及该处。。